# Suizhou
Suizhou is een stadsprefectuur en stad in de Chinese provincie Hubei, Volksrepubliek China. Suizhou is de zetel van de prefectuur Suizhou en telt ruim 2,5 miljoen inwoners.